# Zabar
Zabar es un pueblo ubicado en el condado de Nógrád, Hungría.

## Superficie
Posee una superficie de 18,17 kilómetros cuadrados.

## Demografía
Hasta 2021 la población era de 399 habitantes, con una densidad de población de 21,95 habitantes por kilómetro cuadrado.